# Arcypteris difformis
Arcypteris difformis là một loài thực vật có mạch trong họ Dryopteridaceae. Loài này được (Blume) Underw. miêu tả khoa học đầu tiên năm 1903.